# 仏陀再誕
『仏陀再誕』（ぶっだ さいたん、英: The Rebirth of Buddha 、葡: RENASCIMENTO de BUDA ）は、幸福の科学グループ創始者兼総裁の大川隆法が著わした幸福の科学の代表的経典である。
1989年に初版が出版された。書籍『仏陀再誕』の内容を継いで、1990年に大川隆法は幸福の科学1990年第12回講演会で題目「仏陀再誕」で法話した。書籍『仏陀再誕』および法話「仏陀再誕」を基に、1993年に単行本コミックである漫画『仏陀再誕』、2009年にアニメ映画である映画『仏陀再誕』が制作された。また、映画『仏陀再誕』はコミカライズされてさとうふみや作画で月刊誌ヤング・ブッダに『マンガ仏陀再誕』が連載された。

## 概要
『仏陀再誕』とは、幸福の科学グループ創始者兼総裁・大川隆法の著作で、幸福の科学の代表的経典である。
書籍の副題が示すように、仏陀釈尊からの「縁生の弟子たちへのメッセージ」という文体・体裁をとり、また再びこの地上で相まみえたことを告げ知らせる内容となっている。
書籍『仏陀再誕』は、1989年11月の初版発売以来ロングセラーを続けており、日本国内だけでなく、1991年の英語訳版、1997年のポルトガル語訳版など、多くの外国語に翻訳され、世界160ヶ国以上で発刊されている。
上記書籍の内容を継ぐように、1990年10月28日に、千葉県幕張メッセ展示場にて、幸福の科学1990年第12回講演会が行われ、総裁 大川隆法の法話が『仏陀再誕』の題名で行われた。
この仏陀釈尊からのメッセージは、さらに1991年7月発刊の書籍『永遠の仏陀』へと続いている。
1993年7月には、同名のマンガ単行本（コミック版）『仏陀再誕』が、橋本和典の作画で発刊された。
アニメ映画の劇場公開前に、幸福の科学の月刊雑誌ヤング・ブッダに、さとうふみやの作画で、パイロット版ともいえる漫画が掲載された。
2009年9月には、幸福の科学出版の6作目の劇場用作品としてアニメ映画化された。

## 書籍経典

### 書籍情報
日本語 原著
- 初版、B6上製本
  - 『仏陀再誕』副題：縁生の弟子たちへのメッセージ　大川隆法 著 幸福の科学出版 刊 B6上製本、1989年11月30日初版刊行、ISBN 4-906282-35-0、ISBN 978-4-906282-35-7
- 文庫版
  - 『仏陀再誕』副題：縁生の弟子たちへのメッセージ　大川隆法 著 角川書店、角川文庫、1991年7月25日、ISBN 978-4-04-178011-4
- 改訂版上製本
  - 『仏陀再誕』副題：縁生の弟子たちへのメッセージ　大川隆法 著 幸福の科学出版 刊、1994年11月20日、ISBN 978-4-87688-224-3
- 改訂版－携帯版
  - 『仏陀再誕』副題：縁生の弟子たちへのメッセージ　大川隆法 著 幸福の科学出版 刊、2009年4月8日発行、ISBN 978-4-87688-386-8

### 外国語 海外出版
- 英語訳
  - The Rebirth of Buddha

副題subtitle：Messages to His Beloved Disciples
Copyright： Ryuho Okawa
発行　幸福の科学出版　1991年9月
ISBN 978-4-87688-137-6

- ポルトガル語訳
  - RENASCIMENTO de BUDA

Uma Mensagem aos Discípulos de Vínculos Passados
Copyright：Ryuho Okawa
CIRCULO DO LIVRO
EDITORA BEST SELLER   1997年発売

ISBN 978-85-7123-602-8
改訂版、1998年5月1日発行
- ヒンディー語版『仏陀再誕』

発刊元：JAICO Publishing
ISBN 978-81-8495-219-3
発刊日：2011年2月15日
- マラティー語版『仏陀再誕』

発刊元：JAICO Publishing
ISBN 978-81-8495260-5
発刊日：2011年6月30日
- 中国語(繁体字)版『仏陀再誕』『佛陀再誕』

発刊元：IRH Press Co., Ltd.
ISBN 978-9-62388-334-4
発刊日：2012年9月7日
- フランス語版『仏陀再誕』『Le retour de Bouddha : Message à tous mes disciples bien-aimés』

発刊元：IRH Press Co., Ltd.
ISBN 978-4-86395-503-5
発刊日：2014年9月26日
- タイ語版『仏陀再誕』

発刊元：HAPPY SCIENCE
ISBN 978-6-167940-05-2
発刊日：2015年10月27日
- ポルトガル語版『仏陀再誕』『RENASCIMENTO de BUDA』

発刊元：IRH do Brasil Editora Limitada
ISBN 978-8-564658-29-5
発刊日：2017年10月27日
- 中国語(繁体字)版『仏陀再誕』『佛陀再誕－The REBIRTH of BUDDHA』

発刊元：台湾幸福科学出版有限公司
ISBN 978-986-06528-2-6
発刊日：2022年6月3日
- 英語版『仏陀再誕』『The Rebirth of Buddha - My Eternal Disciples, Hear My Words』

発刊元：IRH Press USA Inc.
ISBN 978-1-942125-95-2
発刊日：2022年9月13日

## 講演会 法話
書籍『仏陀再誕』の内容を継ぐように、1990年10月28日に、千葉県幕張メッセ展示場1～8ホールにて、幸福の科学1990年第12回講演会が行われた。集まった1万5千人を超える参加者聴衆の前で、総裁・大川隆法は『仏陀再誕』の題名で法話をした。
この法話の内容は、21世紀以降の全人類の運命の如何を決めるという内容で、新文明建設の第二の創世記となる現代に、決然と立ち人類救済の時を告げている。現成の仏陀の声を聞くことは、奇蹟以外の何物でもない貴重な機会であること。そして供に転生した仏弟子たちに「仏弟子としての本懐を遂げる（ほんかいをとげる）時にきている」と、仏法真理の流布と幸福の科学の使命を話した。
この内容は、1991年4月に小冊子『仏陀再誕』にて配布され、カセットテープ版『仏陀再誕 この声を聴くは奇蹟なり』が同年12月25日に発行。その後、1992年7月発刊の書籍『悟りの極致とは何か』の中の「第3章 仏陀再誕」に収録されている。更には2021年11月発刊の書籍『悟りに到る道 - 大川隆法 初期重要講演集ベストセレクション(6)』の中の「第2章 仏陀再誕」に収録されている
現在は冊子以外の各種メディアでも公開されている。
- カセットテープ版『仏陀再誕 この声を聴くは奇蹟なり』幸福の科学出版、コード T 086、1990年12月25日発行、ISBN 4-87688-980-5、ISBN 978-4-87688-980-8
- CD版『仏陀再誕』、など音声収録品がある。
- VHSビデオ版『仏陀再誕』1991年12月発行 ISBN 4-87688-905-8
- DVD版『仏陀再誕』K 1044、などの映像収録品も、幸福の科学出版、もしくは幸福の科学より配布されている。

## 漫画
漫画『仏陀再誕』は、「マンガで見る幸福の科学シリーズ」の第3巻目として、1993年に橋本和典の作画で製作された。
この物語は、仏陀を求め続けて、いくつもの転生を続ける仏弟子たちの側に焦点をあてた内容。ここに登場する仏弟子たちは架空の人物だが、彼らがその転生を通じて遭遇する出来事は、真実の仏法を探し求めてきた人類の歩みを、真実の仏教の歴史に基づいて再現したストーリーとなっている。（まえがきより）
- 『仏陀再誕』（コミック）マンガで見る「幸福の科学」3、幸福の科学出版 刊
初版1993年7月7日 発行、ISBN 4-87688-194-4
改訂版1995年3月7日発行、ISBN 978-4-87688-194-9
- 監修：大川隆法
- 作画：橋本和典

### 登場人物
- 序章、第1章
  - 仏陀
  - スジャーター
  - マーラ
  - ブラフマン、梵天
- －第2章－－、第3章－－、第4章－－、第5章－－、第7章
  - シーパ、キアーニ、トモジ、弘蓮（こうれん）、播磨屋 教授（はりまや　きょうじゅ）
  - ナーリア、ビアンカ、マリッカ、小梅（こうめ）、薊野（あざみの）
  - チョンサ、ツーマ、スティンガ、栄然（えいねん）、浦戸（うらど）

### 内容
- 序章、第1章 釈迦牟尼仏（しゃか　むにぶつ）
2500年前のインド、出家した釈尊が悟りを開き仏陀となり、本来の使命に目覚めるまで。
- 第2章 比丘、比丘尼（びく、びくに）
この章から、仏陀を求めて転生する仏弟子の話になる。2章はインドで仏陀の涅槃のとき。仏陀最後の言葉、再誕の予言を信じ、再びめぐり合う誓いをし、そして、仏陀のもとに必ずたどり着いてその教えを学び合おうと。
- 第3章 小乗の時代（しょうじょう　の　じだい）
仏陀入寂から約300年後のインドの時代。転生した仏弟子たちは、口伝で伝わる「無我」の思想の解釈に苦しみ、本当の仏陀の教えを求めてゆく。
- 第4章 大乗の時代（だいじょう　の　じだい）
さらに約500年後の大乗仏教興隆の時代。「衆生救済」の熱意と現実の出家者の問題に悩む転生の仏弟子たち。
- 第5章 一切衆生悉皆成仏?（いっさい　しゅじょう　しっかい　じょうぶつ）
鎌倉時代の日本。修行と成仏とは何かをめぐり、「一切衆生悉有仏性」と「一切衆生悉皆成仏」の間違いに悩む転生の仏弟子たち。
- 第6章 時を貫く光（ときを　つらぬく　ひかり）
その後、様々な文明の時に転生する仏弟子たちと、いつの時代も地上に降り注ぐ真理の太陽。そして、新たなる時代の幕開けを天上界で待つ天使たち。
- 第7章 仏陀再誕（ぶっだ　さいたん）
そして、現代の日本・東京。転生した仏弟子たちは、とある大学にてめぐり会う。そして書籍『仏陀再誕』に出会う・・・[8]。

## マンガ（さとうふみや）
このアニメ映画の劇場公開前に、新たな漫画『マンガ仏陀再誕』が、幸福の科学の月刊雑誌ヤング・ブッダ＃67号（2009年6月号）から、さとうふみやの作画で、パイロット版ともいえる形で連載された。
登場人物名など設定は、劇場用アニメと同じであるが、さとうふみや の絵で、かなり省略されたストーリーとなっている。クイックレビューとして「キャラクター相関図」が描かれている。

## アニメ映画
映画『仏陀再誕—The REBIRTH of BUDDHA』は、幸福の科学出版によるアニメ映画で、2009年10月17日公開。書籍『仏陀再誕』と、講演会法話『仏陀再誕』を基にして新たなストーリーで2008年夏に脚本化、製作された。幸福の科学出版の6作目の劇場用作品である。アニメ映画としては5作目。
日本のロードショー上映館は235館以上。配給は東映系。海外でも劇場公開の予定で、12ヶ国語の外国語字幕版と6ヶ国語の吹き替え版を制作。インドのデリー、アウランガーバード、ブッダガヤなどで先行上映会が行われた。2009年9月26日と27日の2日間、ヒンディー語の字幕付き映像で上映され、約3500人の観客数であった。日本国内でも外国人向けで英語字幕版が上映され、また聴覚障害者向けに日本語字幕版が上映された。
テレビCMも放送され、関東圏東京キー局では幸福の科学出版の映画として1994年の映画「ノストラダムス戦慄の啓示」以来15年ぶりのテレビCM再開で、日本テレビ、テレビ東京をはじめ全国の民放で流れた。
2010年5月25日にDVD、ブルーレイが販売された。
1994年の映画『ノストラダムス戦慄の啓示』以来これまでの幸福の科学出版製作の映画6本は東映で配給していたが、東映のみでの配給は本作品で終了となり、次作品である『ファイナル・ジャッジメント』（2012年公開）以降の幸福の科学系映画は配給を日活および東京テアトルに変更している。

### 映画動員ランキング
興行通信社調べによる全国映画動員ランキング
- 第1週目、2009年10月17日・18日で、第2位[15][16]。2日間で動員13万185人、興収1億6301万7,200円を記録。
- 第2週目、10月24日・25日で、第4位[17][18]
- 第3週目、10月31日・11月1日で、第7位[19][20]
- 第4週目、11月7日・8日で、第6位[21]

### 物語
はるか昔、2500年前、あのインドにおいて、王子として生まれたゴータマ・シッダールタは人生の答えを探し求めて、その国も地位や名誉も妻子をも捨てて、出家し修行の道へと入った。そして流浪の6年ののち、ついに人類最高の悟りを得て「仏陀」となった。仏陀となったゴータマはその生涯をかけて、心の教えを説き、さまざまな人々を苦しみの境地から救っていった。それから幾多の月日が流れ、荒廃した現代の世を救うために、「仏陀」はこの地に再誕する。
桜岡女子学園の高校2年の教室、倫理社会の授業中に居眠りで山田先生に注意される女子高生の天河小夜子（あまのかわ さやこ）。ここで2500年前ゴータマ・シッダールタの人生が教科書に出てくる。
新聞記者の金本に憧れる彼女は、自身もジャーナリストを目指していた。ある日、その金本は汚職事件に関するガセネタをつかまされて誤報を出してしまい、これを苦にしてホームから電車に飛び込んで自殺してしまうのだった。
その死亡のニュースを聞いてショックを受けた小夜子は、精神的なショックから、そのときから霊が見えるようになってしまい、困惑した日々を送っていた。ある日、金本が自殺したところの駅のホームで、あやうく電車にひかれそうになる。その瞬間、小夜子を救ったのは、大学生の海原勇気 (うなばら ゆうき) だった。小夜子は、ふとあることで知った「ある言葉」に興味をいだきつつ、心配して「行くな」と止める彼の気持ちをよそに、放送番組で知った「仏陀」と名乗る人物の会合に行くことにした。
しかし、真実を求めて見えない世界の中をさまよいはじめた小夜子には、次々と恐ろしい魔の手が襲いかかる。

### 登場人物
空野太陽（そらの たいよう）
声 - 子安武人
心の教えと真実の世界観を説く若き気鋭の宗教家で、33歳。真理流布の団体「TSI」を主宰し、全国で精力的に講演をしている。本編の中では日比谷公会堂が講演会場として出てくる。瞬太の奇妙な病気を治すため、TSIのメンバーと病院に行き「エル・カンターレ ヒーリング」を行って回復させる。
天河小夜子（あまのかわ さやこ）
声 - 小清水亜美
本編の主人公。名門・桜岡女子学園の高校2年生、17歳。好奇心旺盛で学校の新聞部に所属し、ジャーナリストを志している。あこがれの新聞記者、金本得三の自殺事件の報道を聞いた日をさかいに、霊がみえるようになる。金本の自殺場所のホームで引き込まれそうになったり、金本のあの世での裁判で「仏陀が再誕している」との言葉が耳に残り、仏陀を探し、あの世など本当の世界の真実を求めてゆくことになる。そして、空野に対し「なんで霊が見えるようになったか」と問い、空野から「君にも使命があるのかもしれない」と告げられる。
海原勇気（うなばら ゆうき）
声 - 吉野裕行
大学3年生、21歳。小夜子の危機に遭遇し、彼女を助ける。素直でないが、やさしくてまじめな性格。車は赤色のアウトビアンキ・A112を所有しており、劇中に数回登場している。小夜子から告白され付き合うようになるが、TSIの活動を小夜子に説明できずによそよそしい態度で一時疎遠になっていた。後に瞬太の病気がTSIにより回復したことを知り、TSIのことを隠していた自分が恥ずかしいと小夜子に話したことでよりを戻す。
天河瞬太（あまのかわ しゅんた）
声 - 白石涼子
小学生。小夜子の弟で、元気で天真爛漫。いろいろなことに興味津々で、いつもデジカメを持ってスクープを狙っている。操念会に行く小夜子を追跡した際、変な病気になってしまうが、空野の力で助けられた。
木村真理（きむら まり）
声 - 三石琴乃
女優、28歳。小夜子のあこがれの対象で、真理の劇舞台には小夜子は必ず行っている。劇団を立ち上げ運営していたが次第にうまくゆかず、一時荒井東作の宗教団体に入り再起をかけるが失敗。空野の教えに出会ったことで立ち直り、現在はTSIの中核メンバーとなっている。大和テレビの番組でレギュラーを務める。
ハリー・バドソン
声 - 置鮎龍太郎
オーストラリアからの留学生、24歳。霊感があり、とても明るい性格。TSIのメンバーで、瞬太の病気を治すときに空野の補佐を務め、悪霊を自身に憑依させる。将来の夢は、祖国で仏法真理を広めること。
天河一平（あまのかわ いっぺい）
声 - 掛川裕彦
医師、55歳。小夜子の父で病院の院長。完璧主義の気持ちが強く、霊の話を非科学的だと否定しているが、自分自身が癌になっているのを家族に隠していた。後に空野に「あなた、癌なんでしょ」と見抜かれてしまう。
小夜子の母
声 - 伊藤美紀
名前は不明。専業主婦。
金本得三（かねもと とくぞう）
声 - 安元洋貴
新聞記者、45歳。小夜子の父の友人で、小夜子の憧れの人。政治家の汚職事件をスクープするが、ガセネタをつかまされて誤報を出してしまい、これを苦にして自殺してしまう。自殺後、地縛霊となり、その駅のホームで小夜子に取り付き、危うく彼女を事故に遭わせそうになった。霊界の入り口での裁判所のようなところで説得を受けるが、聞き入れずに落ちてゆく。その理由は、「新聞記者としての地位や名誉が失った」と言う欲望、「神は存在しない。死んだら何もかも終わる」と言う思想と、「宗教はインチキである」と言う記事を書いたことだった。
荒井東作（あらい とうさく）
声 - 銀河万丈
大宗教「操念会」の会長、46歳。強い霊能力の持ち主。権力と恐怖でのみ人々を支配できると考えている。その支配欲から実は覚念の霊にとり憑かれており、念力を使い社会混乱を巻き起こしそれに乗じて征服をたくらむ。
駒山たけし（こまやま たけし）
声 - 千葉繁
荒井東作の部下。荒井の指示で、様々な計画を実行する。
覚念（かくねん）
声 - 三木眞一郎
謎の僧侶。死後、地獄からこの世の人々の心をもてあそぶかの様に操ろうともくろみ、荒井東作に憑依していたが、東京ドームでの空野との対決で正体を現す。
老婆のシャーマン
声 - 真山亜子
謎のシャーマン。その能力を買われテレビに出ているが、駒山の操作で口を封じられる時もある。荒井ら操念会のテレビジャックに対して、小夜子たちの行動を助ける。
霊界の裁判官
声 - 西村知道
自殺した金本の生前の「思いと行い」を判定し、天国行きか地獄行きかを決める霊界入口の裁判所の裁判官。
山田先生（やまだ せんせい）
声 - 島本須美
小夜子の学校、名門・桜岡女子学園の先生。社会科担当。小夜子のクラスでは倫理社会の授業をする。
かおり
声 - 柳井久代
小夜子の学校の同級生で新聞部員。
麻美（あさみ）
声 - 青山桐子
小夜子の学校の同級生で新聞部員。
里奈（りな）
声 - 大本眞基子
小夜子の学校の同級生で新聞部員。
友子（ともこ）
声 - 雪野五月
小夜子の学校の同級生で放送部員。
その他声の出演
織田優成、麻生智久、宮崎寛務、臺奈津樹、松原大典、宮坂俊蔵、増谷康紀、福原耕平、松村幸洋、私市淳、西川真美、牛田裕子、赤羽根健治、秋田まどか、橋詰知久、森岳志、日比愛子、高戸靖広、小松里歌、冨岡美沙子、横尾ゆりあ、田村祥子
過去の、幸福の科学出版作品でのアニメのキャラクターも随所に顔を出す。

### 用語・アイテムなど
TSI （ティー・エス・アイ）
空野太陽の主宰する真理流布の団体。T（太陽）S（空野）I（institute）を意味する。
NBK放送
荒井東作らによってジャックされてしまう国営放送。
大和テレビ（やまとテレビ）
木村真理のレギュラー番組がある民放テレビ局。東京キー局。
アウトビアンキ・A112
海原勇気のマイカー。イタリアの自動車メーカーであるアウトビアンキが発売していたハッチバック車。フロントは4灯仕様。1985年生産終了でレトロでレアな車。
東京スカイツリー
本作の公開時点では竣工前だった（竣工・供用開始は2012年5月）。空野太陽はここから想念を送り出していた。

### スタッフ
- 原作・原案：大川隆法『仏陀再誕』
- 企画・脚本：大川宏洋
- 監督：石山タカ明
- 音楽：水澤有一
- キャラクターデザイン：佐藤陵、須田正己
- 美術監督：佐藤勝
- 編集：古川雅士
- 音響監督：宇井孝司
- VFXクリエイティブ・ディレィター：粟屋友美子
- VFXスーパーバイザー：オリバー・ホッツ
- アニメーション・プロデューサー：藤田健
- アニメーション制作：グループ・タック
- 配給：東映
- 製作：幸福の科学出版

### 映画批評
- 映画批評家・前田有一「激映画批評」[25]No.100060[26]
  - 映画批評家の前田有一の評価。（25点[27]）
  - 「個人的には、エンディングテーマ「悟りにチャレンジ」の、強烈なインパクトにしてやられた。」

### 主題歌・挿入歌
- 「悟りにチャレンジ」（歌：ウ・ソンミン Woo Sung-Min[29][30]）

メインテーマソング、エンディングソング
作詞：大川隆法 - 英語訳詩：中田昭利
作曲：水澤有一
売上ランキング情報
2009年10月4日付 オリコン シングル デイリーランキングにて、第4位にランクイン。他の日付 デイリーランキング 9月30日 24位、10月1日 28位、10月2日 14位、10月3日 13位。
2009年10月第2週 オリコン シングル ウィークリーランキングにて、第15位（最高順位）にランクイン（2009年10月12日付）。週ランキングへの登場回数 5回。
- 「謎の美少女」 （歌：小此木麻里）（天河小夜子のテーマ）
作詞：大川隆法
作曲：大川隆法・水澤有一

- 「Love Fight」（歌：TOKMA）（海原勇気のテーマ）
作詞：大川隆法
作曲：大川隆法・水澤有一

- 「新世界への旅立ち」（歌：ミズナ）
作詞・作曲：大川隆法
編曲：水澤有一
- 『映画「仏陀再誕」』サウンドトラック版CD、に上記楽曲が収録されている。
レーベル：幸福の科学出版

上記4曲は、CD『RYUHO OKAWA ALL TIME BEST II』に収録されている。
発売日：2016年7月3日、EAN 4582316050710、ASIN B01HSJB0RW
2021年3月23日改訂版発売
EAN 4582316051908、JAN 4582316051908、ASIN B08ZDJNCY5
音楽配信：ASIN B09372YX8D

## 音楽ソフト
- 「悟りにチャレンジ」ウ・ソンミン 2ndシングル

レーベル：幸福の科学出版
販売：コロムビアミュージックエンタテインメント
型番：規格品番 KKCA-10001
発売日：2009年9月30日
EAN 4582316050017、JAN 4582316050017、ASIN B002LE49OG
メディア：マキシシングル CD
| #         | タイトル                               | 作詞                        | 作曲      | 歌                        | 時間  |
| --------- | -------------------------------------- | --------------------------- | --------- | ------------------------- | ----- |
| 1.        | 「悟りにチャレンジ」(日本語バージョン) | 大川隆法                    | 水澤有一  | ウ・ソンミン              | 7:02  |
| 2.        | 「悟りにチャレンジ」(English Ver.)     | 大川隆法 英語訳詩：中田昭利 | 水澤有一  | ウ・ソンミン Woo Sung Min | 7:02  |
| 3.        | 「悟りにチャレンジ」(Instrumental)     |                             | 水澤有一  |                           | 7:02  |
| 合計時間: | 合計時間:                              | 合計時間:                   | 合計時間: | 合計時間:                 | 21:06 |

- CD『映画「仏陀再誕」』オリジナル・サウンドトラック

収録内容：メインテーマソング「悟りにチャレンジ」他、全29曲
01.「仏陀再誕」オープニング・タイトル、02. 無明の代償、03. 青き真理、04. 操念会、05. 真理の回想、06. Enlightenment、07. 予感～使命、08. 恐怖のＵＦＯ、09. 空に舞う華、10. 心に真理の火を灯しなさい、11. 小夜子と勇気、12. Tunami、13. シャーマン、14. 心を静めよ～霊能力対決、15. Calm Down、16. 覚念～荒井の狂気、17. 小夜子、誘拐!?、18. Discovery、19. Beginning、20. 正体を現わす覚念、21. 死闘、22. インド回想、23. True Buddha、24. 荒井の改心、25. 我、再誕す～天使の舞い、26. 「悟りにチャレンジ」（ウ・ソンミン）、27. 「謎の美少女」（小此木麻里）、28. 「Love Fight」（TOKUMA）、29. 「新世界への旅立ち」（mizuna）
レーベル：幸福の科学出版
型番： C 222
発売日：2009年10月17日

## 映像ソフト化
- 限定版 DVD『仏陀再誕—The REBIRTH of BUDDHA』[限定盤]

限定盤特典：2枚組(本編+メイキング映像DVD)
メーカー：幸福の科学出版
型番：コードNo.	K 1075
発売日：2010年5月25日
EAN：不明
- 限定版 Blu-ray『仏陀再誕—The REBIRTH of BUDDHA』

限定盤特典：2枚組(本編+メイキング映像DVD)
メーカー：幸福の科学出版
型番：コードNo. K 1076
発売日：2010年5月25日
EAN：不明
- 通常版 DVD『仏陀再誕—The REBIRTH of BUDDHA』

収録内容：
映画本編： 114分
特典映像： 24分、映画特番映像 15分、PV『悟りにチャレンジ』ウ・ソンミン 7分、劇場予告編 30秒Ver. 60秒Ver.、TV-CM 3種類(首都圏アニメ編・首都圏実写編・ローカル編 各15秒)
音声：8言語 日本語・英語(以上5.1ch)、スペイン語・ポルトガル語・韓国語・中国北京語・ヒンディー語・日本語音声ガイド付き
字幕：14言語対応：日本語・日本語視聴覚・英語・スペイン語・ポルトガル語・韓国語・中国語繁体字・中国語簡体字・ヒンディー語・ネパール語・シンハラ語・タイ語・ドイツ語・フランス語
映像：MPEG-2、片面2層、
メーカー：幸福の科学出版
型番：コードNo.	K-1077
発売日：2010年5月25日
EAN 4582316050031、JAN 4582316050031、ASIN B003E33S4A
- Blu-ray『仏陀再誕—The REBIRTH of BUDDHA』

収録内容など：上記通常版DVD版と同じ。
メーカー：幸福の科学出版
型番：コードNo. K-1078
発売日：2010年5月25日
EAN 4582316050048、JAN 4582316050048、ASIN B003E33S4K
- レンタル専用版 DVD『仏陀再誕—The REBIRTH of BUDDHA』

収録内容など：上記通常版DVD版と同じ。
メーカー：幸福の科学出版
型番：コードNo. レンタル用：K-1081
発売日：2010年5月25日
レンタル用：EAN 4582316050055、JAN 4582316050055、ASIN B072MDR61B
- Amazon Prime Video 等でのweb動画配信もある。

ASIN B07HKVWPRH